# クテシフォン
クテシフォン（シリア語 (マクロランゲージ): ܩܛܝܣܦܘܢ、パフラヴィー語: 𐭲𐭩𐭮𐭯𐭥𐭭、ペルシア語: تیسفون、ギリシャ語: Κτησιφῶν、英語: Ctesiphon）はイラクにある古代都市で、かつてのパルティア帝国、サーサーン朝の首都であった。バグダードの南東30kmほど、チグリス川東岸に位置する。

## 概要
紀元前1世紀頃にこの地域一帯を支配したパルティア王国によって建造され、その後紀元前2世紀半ばその首都に定められ栄えた。古代より豊かな土壌で知られたメソポタミアの中心として、またローマ帝国と漢帝国を結ぶ通商路としての役割を担い、パルティア滅亡後にサーサーン朝ペルシアの時代になっても首都が置かれて政治と経済の中心地であり続けた。
砂漠地帯に多い日干し煉瓦や、ローマの水道橋などに見られるアーチを組む技術など、まさに東西の交易の中心地らしい遺跡が見つかっている。ただ、クテシフォンの主要建造物のうち明確に現存しているのはサーサーン朝の宮殿であるタク・カスラのみである。

## 呼称
チグリス川を挟んで対岸にあったセレウキア（セレウケイア）と併せてクテシフォン・セレウキアなどとも称する。クテシフォンの名は古代ギリシア語のΚτησιφῶνに由来する。Ktēsiphônはギリシア語化された発音であり、Tosfōn または Tosbōnという発音を復元音とする説がある。中期ペルシア語（パフラヴィー語）やマニ教文書、ソグド語で記載されたキリスト教文書では Tyspwn / Tīsfōn と記載され、近世ペルシア語では تيسفون (tysfyn)と表記される。シリア語ではܩܛܝܣܦܘܢ Qṭēsfōnと記載された。アッバース朝以降のアラビア語資料では طيسفون (Ṭaysafūn) または قطيسفون (Qaṭaysfūn)と表記され、更に「都市（ مدينة Madīna）」の複数形である「アル＝マダーイン」 المدائن、al-Madā’in とも呼ばれた。アルメニア語史料ではTizbon (Տիզբոն)と表記された。クテシフォンが登場する最初の史料は旧約聖書『エズラ記』8章17節であり、Kasfia/Casphiaと表記された。

## 歴史

### 前史
セレウコス1世によってセレウコス朝が興されると、セレウキアとアンティオキアが首都に定められた。しかし、セレウコス朝の支配網は極めて粗く、様々な独立勢力が国内に跋扈していた。その一つアルケサス朝パルティアはミトラダテス1世の統治により勢力を拡大しメソポタミアを占領、セレウキアは無血で降伏した。これによりアルサケス朝の威信は高まり、エリマイス王国などが恭順の意を示した。それと同時にセレウコス朝の権勢は急速に衰え、シリアの弱小勢力に転落する。このころのパルティアの君主は季節に合わせエクバターナとセレウキアをめぐっていた。こういった背景のもと、セレウキアの対岸にこの街を建設したのである。

### パルティア時代

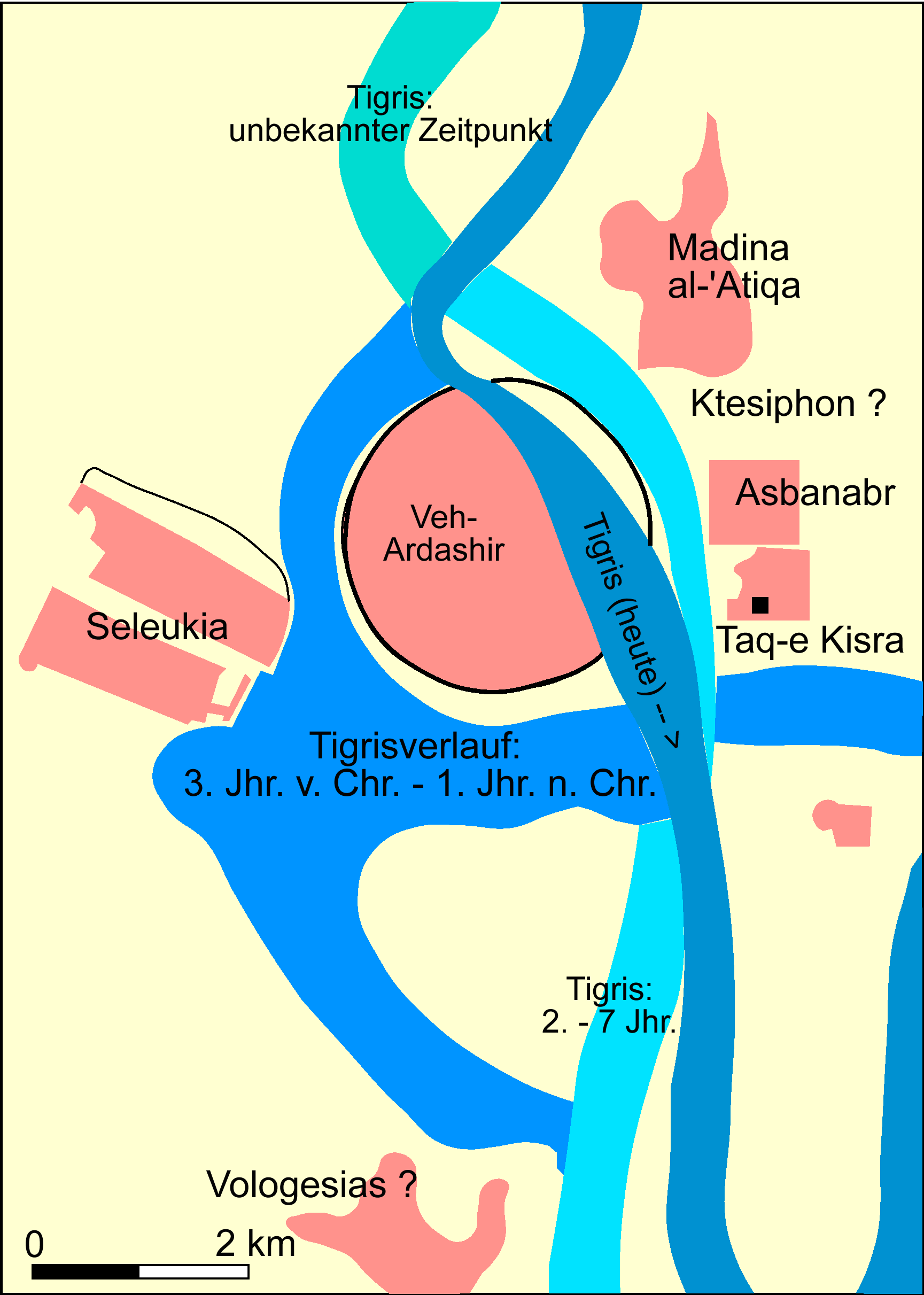
クテシフォン・セレウキア（al-Madā’in）の全体図

こうして勢力を拡大させたミトリダテス1世は、ヘレニズム文化の交差点であったセレウキアの対岸にクテシフォンを建設した。前2世紀末から前1世紀ごろになるとオロデス2世により王座はセレウキアからこの街に移され、都市圏はセレウキアや周辺の集落まで拡大した。また、クテシフォンはティグリス川沿いの交易拠点としても重要だった。
必然的にクテシフォンは拡大を続けるローマ帝国が東方を征服するときの軍事的な目標となった。クテシフォンはローマ帝国（または東ローマ帝国）により5回占領されたが、そのうち3回は紀元2世紀のことである。ローマ皇帝トラヤヌスは116年にクテシフォンを占領したが、ユダヤ人の反乱が勃発したこともあり、その後継者ハドリアヌスはパルティアに返還した。この時のパルティア政府機能がどこにあったのかは不明である。ローマの将軍アウィディウス・カシウスは164年、対パルティア戦争の間にクテシフォンを占領したが、和平により放棄した。197年、ローマ皇帝セプティミウス・セウェルスはクテシフォンを略奪し、数千人（おそらく最大で1万人）の住人を連れ去って奴隷とした。

### サーサーン朝時代
224年、サーサーン朝のアルダシール1世がクテシフォンを占領。更に数年でパルティア旧領に跋扈する諸勢力がアルダシール1世の下に降った。226年にはクテシフォンでアルダシール1世の戴冠式が行われ、中央集権的な支配体制が構築された。そして首都を重要性の高かったメソポタミアの中枢であるクテシフォンに移した。なお、その後のサーサーン朝君主は一族発祥の地であるスタフルで戴冠式を挙げたが、バハラーム5世からはこの体制が改められ、クテシフォンで戴冠した後、ガンザクへ巡礼するようになっている。
サーサーン朝に交代してもクテシフォンは係争地となった。233年にセウェルス・アレクサンデルを跳ね除け、295年にはローマ皇帝ガレリウスを退けるものの、翌年には敗北し、ナルセ1世はアルメニアを引き渡さざるを得なかった。
627年、ニネヴェの戦いでサーサーン朝に勝利した東ローマ皇帝ヘラクレイオスがサーサーン朝の首都であるクテシフォンを包囲したが、和平を結んで引き揚げた。
637年、正統カリフ・ウマルの時代にアラブ諸部族から成るムスリム軍による対サーサーン朝との戦争はついにイラク（メソポタミア）にまで及び、イラク地方に進攻したサアド・ブン・アビー＝ワッカースが率いる部隊はサーサーン朝最後の君主ヤズデギルド3世が派遣した総司令官ロスタム麾下のサーサーン朝軍に対し、カーディシーヤの戦いにおいて勝利した。サアド率いるムスリム軍はチグチス東岸の諸都市を次々に征服しクテシフォン近郊まで迫ったため、これによってヤズデギルド3世は北東にあったフルワーンまで逃亡した。アッバース朝時代の記録よると、この年は飢餓と悪疫に見回れ防衛戦力の低下に悩まされていたが、クテシフォンの守備軍はとチグリス川に掛かる全ての船橋を落としてムスリム軍の侵攻を防ぎ抗戦した。しかしムスリム軍は人馬ともに水流に乗って渡河する作戦に出た。クテシフォンの各地区はムスリム軍に対しておのおの抗戦しあるいは帰順したが、ついにはクテシフォンの全地区は陥落した。

#### サーサーン朝時代における経済・文化
6-7世紀のサーサーン朝全盛期に合わせ、クテシフォンも繁栄を迎えた。旧市街の白の宮殿、南側のタク・カスラをはじめとするアスバンバル、セレウキアのヴェー・アルダシール地区を中心に多文化共生の豊かな文化が育まれた。また、サーサーン朝はイランの後継者を自任していたため、中世ペルシア語文学が隆盛し、その中心をになった。
クテシフォンは元々セム系が多く、キリスト教・ユダヤ教・マンダ教・グノーシス主義などが流行しており、サーサーン家が信仰するゾロアスター教は少数派であった（この状況はサーサーン朝滅亡まで変わることはなかった）。また、特にキリスト教は敵対するローマ帝国で迫害を受けており、サーサーン朝としても同情的であった。そこで、アルダシール1世の後継者シャープール1世はユダヤ教指導者や新興宗教（後にマニ教と呼ばれる）の教祖マニを王宮に招くなど、寛容な宗教政策を採った。このため、マニ教本部もクテシフォンに置かれていたが、ゾロアスター教神官カルティールによる迫害が始まると、3世紀末にバビロンへ移転した。一方、キリスト教については、ローマ帝国での扱いが大きく影響した。はじめの寛容政策ではこの街に府主教が置かれたが、4世紀にミラノ勅令が発されると、国内でも迫害が始まり（339-379）、府主教から殉教者を出すまでになった。ヤズデギルド1世の代になると一転融和が図られ、この地で公会議が開かれ、国内の六大教会が整備されもしたが、ヤズデギルド1世の不審死により融和は終わり、迫害が再開した。しかし、クテシフォン府主教がエフェソス公会議で異端宣告を受けたネストリウス派にうつるとサーサーン朝の態度は軟化し、迫害は中止、東方総主教に昇格され、以後東方キリスト教の中心となった。

### その後
征服によってクテシフォンの人口が減ることはなかったが、政治的・経済的な中心地ではなくなった。征服軍の一部は街に入植したものの、アラブはどちらかというとメソポタミアに住み着いたようだ。アッバース朝が762年にバグダードを首都としたとき、その優位は決定的となった。都市は急速に衰え、やがてゴーストタウンとなってしまう。『千夜一夜物語』に現れる都市「イスバニル」は、クテシフォンを基にしていると考えられる（139話、第667-79夜）。
1915年11月、クテシフォンの遺跡は第一次世界大戦の戦場となった(クテシフォンの戦い)。オスマン帝国軍がバグダードを奪おうとしたイギリス軍の部隊を撃破し、40マイル後退させて降伏させた。